# Beutenhof (Lorch)
Der Beutenhof ist ein Einzelhof im Gebiet der Kleinstadt Lorch im Ostalbkreis in Baden-Württemberg.

## Beschreibung
Der Hof liegt etwa drei Kilometer südöstlich des Stadtkerns von Lorch im Beutental, dem Tal des nordwärts zur Rems fließenden Beutenbachs, dem kurz zuvor der Lindenbach zugeflossen ist, unter Waldhängen in der wenig breiten offenen Aue. Wenig bachaufwärts steht jenseits der nahen Kreisgrenze die Beutenmühle, welche schon zu Wäschenbeuren im Landkreis Göppingen gehört.
Naturräumlich liegt der Hof im Vorland der östlichen Schwäbischen Alb, genauer im Rehgebirgsvorland.
Im Ort gibt es die Hausnummern 1, 2, 4, 5 und 7.
An den Gebäuden vorbei verläuft im Bachtal ein Blau-Kreuz-Wanderweg vom Wäscherschlössle herab bis hinunter an den Rand des Remstales.

## Geschichte
Über den Hof ist nicht sehr viel bekannt. Er gehörte einst zur Pfarrei Hohenstaufen, später dann zu Großdeinbach und heute zu Lorch.